# Rariorum aliquot stirpium per Hispanias observatarum historia
Rariorum aliquot stirpium per Hispanias observatarum historia (o Historia de algunas estirpes singulares (de plantas) observadas en España) es un libro con ilustraciones y descripciones botánicas que fue escrito por el médico, micólogo y botánico flamenco, quizá el científico y horticultor más influyente del siglo XVI; Carolus Clusius. Fue publicada en Amberes en el año 1576. 
Esta obra es fruto del material recogido en el viaje a la península ibérica, y puede considerarse una especie de protoflora ibérica. Se conservan además los dibujos originales utilizados para la preparación de los grabados de esta obra, contenidos en los Libri picturati A. 16-31 de la Biblioteca Jagiellon de Cracovia, procedentes de la antigua Preussischer Staatsbibliothek de Berlín. WHITEHEAD & al. (1989) han confirmado que estos dibujos son obra de Pieter van der Borcht, y fueron realizados por encargo de Clusius. Se trata de unos 1.400 dibujos, y puesto que ninguno de ellos está relacionado con Rar. stirp. Pannon., es muy posible que se conserven todos los dibujos originales destinados a Rar. stirp. hispan, hist. Según WHITEHEAD & al. (1989) estos dibujos son de una elevadísima calidad  y muchos de ellos podrían utilizarse incluso en trabajos modernos.